# Jaime Vidal
Jaime Vidal, en catalán: Jaume Vidal, (San Feliú de Llobregat, c. 27 de julio de 1607-Monasterio de Montserrat, 9 de enero de 1689) fue un compositor y maestro de capilla español, además de monje del Monasterio de Montserrat.
Pasó más desapercibido que su contemporáneo, Juan Cererols. Jaime Vidal era un hombre que amaba en gran medida el retiro y la soledad de la celda monacal para la oración personal, la meditación, el conocimiento de la Sagrada Escritura y el trabajo intelectual. Por eso fue confesor y director espiritual.

## Vida
Hijo de Felip Vidal y Joana, fue bautizado el 27 de julio del año 1607. De padres devotos, ingresó en la escolanía de Montserrat, probablemente entre los 8 y los 10 años, y por las fechas, es probable que tuviera de maestro musical al padre Bernat Barecha.
El 24 de julio de 1628, con 21 años, fue recibido en el noviciado de Montserrat por el abad Beda Pi. Fue aceptado en el monasterio, ya que destacaba por sus cualidades musicales, su bondad y su finura espiritual. Aparte de la formación espiritual propia del noviciado, cursó los estudios eclesiásticos normales y los estudios superiores.
Fue discípulo de Antonio Escaules, monje de Montserrat de origen francés, que enseñaba en Salamanca. Por eso damos por supuesto que Jaume Vidal estudió en Salamanca, aunque no es del todo seguro.
Regresado al Monasterio de Montserrat, fue procurador de la Casa de Montserrat en Barcelona. De ahí pasó a enseñar Filosofía en el Monasterio de San Benito de Bages. Más adelante dio clases de Teología en el monasterio de Sant Génis des Fontanes, del que se convirtió en abad en 1649, en sustitución del padre Plácido de Fontcalda.
De 1635 a 1637 y de 1649 a 1653 fue maestro de capilla de la Catedral de la Seo de Urgel. En ambos casos ocupó el cargo tras la partida de Juan Arañés, la primera vez a la Catedral de Tortosa, la segunda quizás falleciera, aunque no hay constancia documental de porqué Arañés abandonó el cargo. Permaneció por pocos años en ambas ocasiones. También hay noticias de que a partir de 1643 ocupó el magisterio de la Catedral de Gerona procedente de Reus. Permaneció hasta 1645, cuando el 14 de diciembre solicitó licencia al cabildo para partir hacia Castellón.
A partir del año 1669, fue Prior de San Pedro de Riudevitlles. Aún fue gobernador de las Baronías, vicario de los Ermitaños, cantor mayor de Montserrat, mayordomo segundo, prior y sacristán de Montserrat.
Durante el exilio por las tierras de Castilla, fue requerido como maestro de novicios de los monasterios benedictinos de Santo Domingo de Silos, Oña y Cerdaña. Además, fue gracias a su intercesión ante el rey Felipe IV de España, que los monjes catalanes de Montserrat dejaron de ser desterrados en tierras de Castilla o Italia.
En 1665 el antiguo abad de Montserrat, Juan Manuel de Espinosa, lo quiso tener cerca mientras era arzobispo de Tarragona y le encomendó la catalogación del archivo de Camprodón.

## Obra musical
La obra que nos ha dejado Jaime Vidal es fruto de su actividad intelectual y artística, pero por desgracia, esta obra o se ha perdido o nos ha llegado mutilada. Su formación musical en la escolanía dio lugar a algunas composiciones musicales polifónicas.
En total conocemos 13 obras escritas, de las que sólo 5 son enteras. Todas son cantos polifónicos, según el estilo del momento, acompañados de bajo continuo, aunque a menudo, y sobre todo en las obras policorales, se usaban instrumentos que reforzaban o suplían las voces de los cantores.

### Listado de obras
- Misa a 8 voces
- Misa de segundo tono a 5 voces
- Las penas cenas y soles, villancico al Santísimo, a 4 voces
- Fugitivo pajarillo, romance a 4 voces
- Lamentación en lengua vulgar a 4 voces
- Misa de séptimo tono a 15 voces
- Salmo Dominus reinado a 15 voces
- Cántico Benedictus a 15 voces
- Motete Beatus vir a 6 voces.
- Cántico Magnificat a 6 voces
- Salve Regina a 5 voces

Las más sorprendentes, son las obras a 15 voces, que originariamente formaban parte del repertorio de la Colegiata de Agramunt.